# Yarhisar (1907)
Yarhisar – turecki niszczyciel z początku XX wieku, jedna z czterech zbudowanych we Francji jednostek typu Samsun. 
Okręt został zwodowany w 1907 roku w stoczni Forges et Chantiers de la Gironde w Bordeaux, a w skład marynarki Imperium Osmańskiego wszedł w 1907 roku. Wziął udział w wojnie włosko-tureckiej, I wojnie bałkańskiej i I wojnie światowej. Jednostka została zatopiona 3 grudnia 1915 roku przez brytyjski okręt podwodny HMS E11.

## Projekt i budowa
Niszczyciele typu Samsun zostały zamówione przez Turcję we Francji w 1906 roku. Kontrakt na budowę jednostek podpisano 22 stycznia 1906 roku. Okręty były ulepszoną wersją pierwszego typu francuskich niszczycieli – Durandal.
„Yarhisar” zbudowany został w stoczni Forges et Chantiers de la Gironde w Bordeaux . Stępkę okrętu położono w 1906 roku, a zwodowany został w 1907 roku .

## Dane taktyczno-techniczne
Okręt był niszczycielem z kadłubem wykonanym ze stali o długości całkowitej 58,2 metra (między pionami 56,3 metra) szerokości 6,3 metra i zanurzeniu 2,8 metra . Wyporność normalna wynosiła 284 tony . Jednostka napędzana była przez dwie pionowe maszyny parowe potrójnego rozprężania SACAG o łącznej mocy 5950 KM, do których parę dostarczały dwa kotły typu Normand. Prędkość maksymalna napędzanego dwoma śrubami okrętu wynosiła 28 węzłów. Okręt zabierał zapas 70 ton węgla, co zapewniało zasięg wynoszący 975 Mm przy prędkości 15 węzłów .
Na uzbrojenie artyleryjskie okrętu składały się: pojedyncze działo kalibru 65 mm QF M1902 L/50 z zapasem 300 nabojów i cztery pojedyncze szybkostrzelne działa kal. 47 mm QF M1902 L/50 (z łącznym zapasem 1200 nabojów) . Broń torpedową stanowiły zamontowane na pokładzie dwie pojedyncze obracalne wyrzutnie kal. 450 mm, z łącznym zapasem sześciu torped.
Załoga okrętu składała się z 67 oficerów, podoficerów i marynarzy.

## Służba
„Yarhisar” został przyjęty w skład marynarki wojennej Imperium Osmańskiego w 1907 roku w Stambule . W maju 1909 roku wziął udział w pierwszych manewrach floty tureckiej na Morzu Marmara. 1 października 1911 roku, po wybuchu wojny włosko-tureckiej, „Yarhisar” wraz z siostrzanymi niszczycielami „Samsun”, „Basra” i „Taşoz” wszedł w skład zespołu floty osmańskiej skierowanego do obrony Dardaneli (w jego skład wchodziły także pancerniki „Barbaros Hayreddin”, „Turgut Reis” i „Mesudiye” oraz torpedowiec „Demirhisar”), jednak już nazajutrz wszystkie okręty powróciły do Stambułu w celu dokonania koniecznych napraw i pobrania zaopatrzenia. Na pozycje obronne flota osmańska powróciła 12 października, nie przejawiając większej aktywności do końca konfliktu.
Podczas I wojny bałkańskiej, w dniach 29–30 października 1912 roku „Yarhisar” wraz z krążownikiem „Mecidiye” ochraniały przed operującymi z Warny bułgarskimi torpedowcami zbudowany w 1872 roku transportowiec „Marmara” o pojemności 2472 BRT, który przewoził żołnierzy z Trabzonu do Midye. 21 listopada krążowniki „Mecidiye” i „Hamidiye”, eskortowane przez „Yarhisar” i torpedowiec „Berk Efşan”, wyszły z Bosforu i udały się pod Warnę. W nocy z 21 na 22 listopada okręty osmańskie zostały zaatakowane przez bułgarskie torpedowce „Dryzki”, „Letjaszti”, „Smeli” i „Strogi”, w wyniku czego o godzinie 0:04 na pozycji 43°09′45″N 28°21′05″E/43,162500 28,351389 „Hamidiye” został trafiony torpedą wystrzeloną przez „Strogiego” i doznał uszkodzeń. „Yarhisar” i „Berk Efşan” próbowały dogonić wycofujące się okręty wroga, jednak nie udało się ich odnaleźć i obie jednostki powróciły do storpedowanego krążownika. 14 grudnia „Yarhisar” oraz torpedowce „Akhisar” i „Musul” zostały przebazowane na Morze Marmara.
14 stycznia 1913 roku krążownik „Hamidiye” w asyście niszczycieli „Yarhisar” i „Basra” patrolował wejście do Dardaneli. 18 stycznia zespół floty osmańskiej (okręt flagowy „Barbaros Hayreddin”, „Mecidiye”, „Berk-i Satvet”, „Yarhisar” i „Basra”) wziął udział w starciu z flotą grecką koło Lemnos. 22 lutego „Yarhisar” wchodził w skład zespołu okrętów, którego zadaniem było odwrócenie uwagi od działań krążownika „Hamidiye” poszukującego bułgarskich statków handlowych (w jego skład wchodziły ponadto krążownik „Mecidiye”, niszczyciele „Muâvenet-i Milliye” i „Gayret-i Vataniye” oraz torpedowce „Demirhisar” i „Hamidabad”). 3 marca „Yarhisar”, „Muâvenet-i Milliye” i „Gayret-i Vataniye” patrolowały wody Zatoki Saros i w rejonie wysp Tavşan Adaları. 9 marca niszczyciel wraz z „Berk-i Satvet” zatrzymał nieopodal Tavşan Adaları francuski parowiec „Henri”, który po obsadzeniu przez pochodzącą z „Yarhisara” załogę pryzową został doprowadzony do Çanakkale.
W momencie wybuchu I wojny światowej niszczyciel był już przestarzały i miał niską wartość bojową . 29 października 1914 roku pancerniki „Barbaros Hayreddin” i „Turgut Reis” w eskorcie niszczycieli „Yarhisar” i „Basra” uczestniczyły u wejścia do Bosforu w zabezpieczeniu wypadu krążowników „Berk-i Satvet” i „Midilli” pod Noworosyjsk.
W 1915 roku wyeksploatowana siłownia okrętu pozwalała na osiągnięcie prędkości maksymalnej 17 węzłów, a liczebność załogi wzrosła do 91 osób (17 Niemców i 74 Turków). Przed atakiem sił Ententy na Gallipoli „Yarhisar” wraz z siostrzanymi niszczycielami eskortował transporty wojsk osmańskich, organizowane w celu wzmocnienia sił broniących Dardaneli. 27 kwietnia nieopodal Półwyspu Gallipoli niszczyciel stał się celem nieudanego ataku przeprowadzonego przez australijski okręt podwodny HMAS AE2. 27 maja „Yarhisar” i „Draç” eskortowały zmierzający do Gelibolu pancernik „Barbaros Hayreddin”, unikając dzięki księżycowej nocy ataku ze strony HMS E11. 17 czerwca „Yarhisar” i „Samsun” próbowały zaatakować na Morzu Marmara HMS E14, jednak uciekł on swoim prześladowcom. 7 sierpnia „Yarhisar”, „Gayret-i Vataniye” i „Musul” wyszły ze Stambułu i przybyły w rejon, gdzie poprzedniego dnia HMS E11 zatopił krążownik „Peyk-i Şevket”, uczestnicząc w zdejmowaniu z wraku uzbrojenia, wyposażenia i amunicji. 22 sierpnia, kiedy niszczyciel eskortował na Morzu Marmara zbudowany w 1895 roku holownik „Dofen” (124 BRT) i cztery barki, został zaatakowany ogniem artyleryjskim przez HMS E11. „Yarhisar” nie zdołał obronić wszystkich eskortowanych jednostek – brytyjski okręt podwodny zatopił holownik i jedną z barek, biorąc na pokład 12 rozbitków. 5 października niszczyciel został wysłany w rejon działania kolejnego brytyjskiego okrętu podwodnego HMS H1, który zatopił tego dnia trzy małe żaglowce i dwa parowce, jednak osmański okręt nie zdołał zaszkodzić napastnikowi. 18 października nieopodal Bandırmy „Yarhisar” i „Basra” zaskoczyły na powierzchni HMS E12, który jednak zdołał uciec.
3 grudnia 1915 roku o godzinie 12:30 nieopodal Yalova „Yarhisar” stał się celem ataku torpedowego przeprowadzonego przez HMS E11. Torpeda trafiła na wysokości rufowej kotłowni i przełamała okręt na dwie części, które wkrótce zatonęły. HMS E11 rozpoczął ratowanie rozbitków, których następnie przekazał na przepływający nieopodal żaglowiec, który przewiózł ich na Heybeliadę.